# 阿拉斯加航空
阿拉斯加航空（英語：Alaska Airlines）是一間總部設於美國華盛頓州西塔科的航空公司，主要的營運中心在西雅圖-塔科馬國際機場、泰德·史蒂文斯安克雷奇國際機場、波特蘭國際機場和洛杉磯國際機場、舊金山國際機場。若以機隊規模、客運流量及航點數量計算，阿拉斯加航空為美國規模第五大的航空公司。

## 歷史

### 前身（1932-1943）
阿拉斯加航空前身為 麦基航空（McGee Airways）由Linious“Mac”McGee创建，于1932年在安克雷奇和布里斯托灣間使用單發動機三客位飛機提供不定期的飞行服務。
在大萧条时期，该航空公司在财务上陷入困境，期间经历了多次合并。1937年与阿拉斯加内陆航空（Alaska Interior Airlines）合并为星空航空（Star Air Lines）。1942年，收购了拉威利航空（Lavery Air Service）、米罗航空（Mirow Air Service）和波拉克飞行航空（Pollack Flying Service）并更名为阿拉斯加星空航空（Alaska Star Airlines）。
1943年，公司的股票首次在美国证券交易所交易。
1944年5月2日，公司以微弱优势击败竞争对手取得阿拉斯加航空的名称。20世纪40年代，阿拉斯加航空的总部设在安克雷奇。

### 50年代
1950年，收购了两家较小的航空公司：柯林斯航空（Collins Air Service）和阿尔琼斯航空（Al Jones Airways）。
1951年，获得安克雷奇和费尔班克斯到西雅图和波特兰的临时航线。并于1957年成为固定航线。

### 60年代（喷射机时代）
1961年，阿拉斯加航空购买一架康維爾880，用于阿拉斯加和美国本土之间的航线。1966年，该公司接收了第一架波音727-100喷气式飞机。1967，购买了一架康维尔990喷气式飞机。在整个20世纪60年代，阿拉斯加航空公司通过提供飞往美国本土的包机，努力促进阿拉斯加的旅游业。

### 70年代
70年代初，阿拉斯加航空开始用波音707经营飞往苏联远东地区的包机业务。1971年9月4日，公司的一架波音727-100喷气式飞机在朱诺着陆时坠毁
。1978年，在美国航空放松管制法案通过后，意欲收购竞争对手阿拉斯加维也纳航空公司，但以失败告终。

### 80年代
1981年建立了全資擁有的子公司地平線航空。1985年成立了控股阿拉斯加航空的阿拉斯加航空集團。一年後集團獲取了地平線航空和美國噴射航空公司的控股權，並於1987年合併入阿拉斯加航空。1989年增加了一个平视导航系统，以便在大雾条件下更好地运行，成为第一家使用这项技术的航空公司。

### 90年代
阿拉斯加航空公司面临着来自低成本航空公司的日益激烈的竞争。1995年，成为第一家在互联网上销售机票的美国航空公司。

### 2000年后
2000年，阿拉斯加航空开始在安克雷奇和芝加哥之间提供服务。2005年，阿拉斯加航空公司将包括地勤人员职位在内的许多工作外包给门泽斯航空公司。
2016年4月4日，阿拉斯加航空斥資26億美元收購維珍美國航空；包括債務和資本化飛機經營租賃在內，交易價值約40億美元。
2020年2月，阿拉斯加航空宣佈將於2021年加入航空聯盟寰宇一家，並加強與美國航空的合作。
2021年4月1日，阿拉斯加航空正式加入寰宇一家。
2023年12月，阿拉斯加航空宣布将以19亿美元现金价格与夏威夷航空合并，并承担其约9亿美元的未偿债务。此次合并将保留阿拉斯加航空公司和夏威夷航空公司作为独立品牌；夏威夷航空公司也将成为寰宇一家的成员。

## 航點

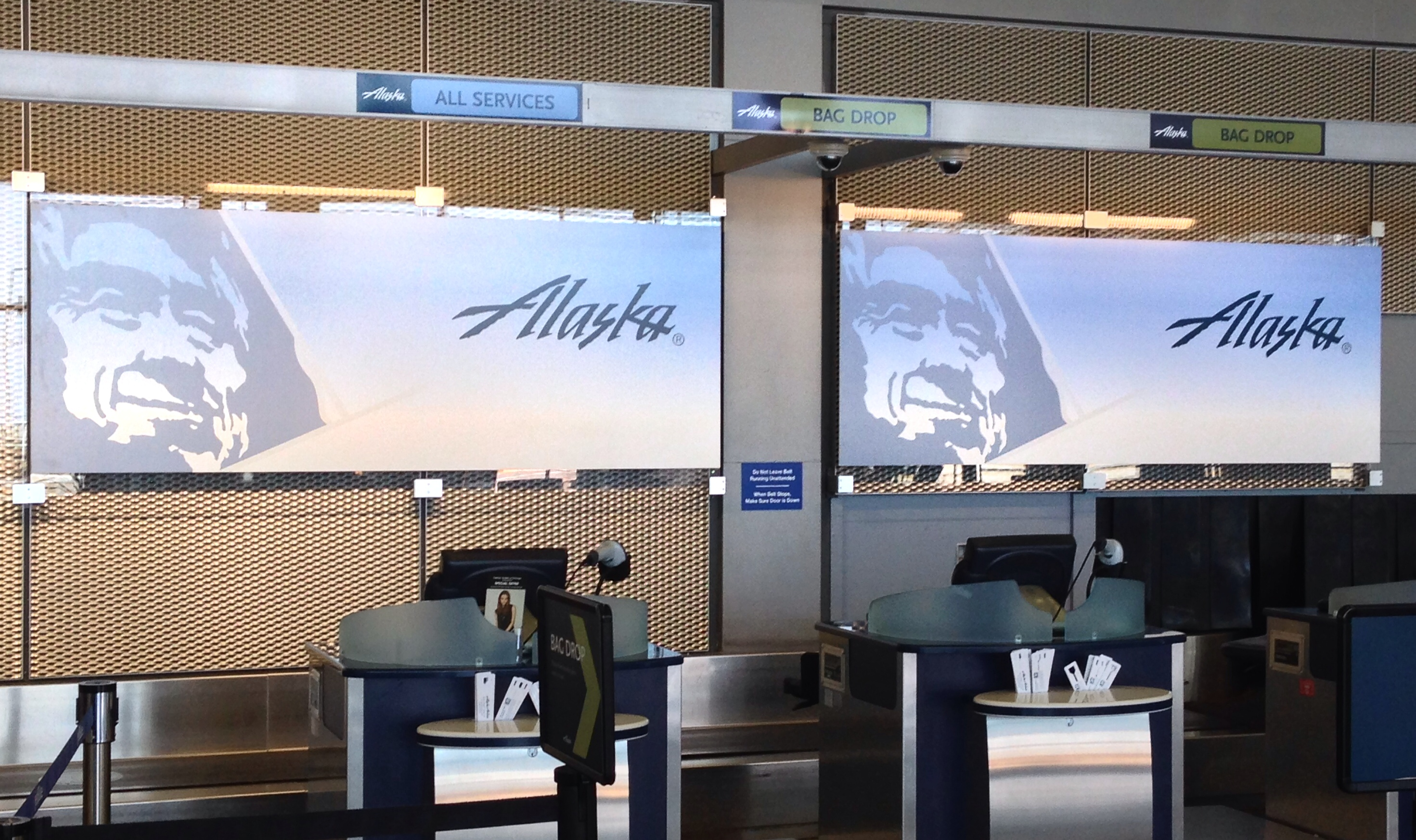
阿拉斯加航空的登機櫃位

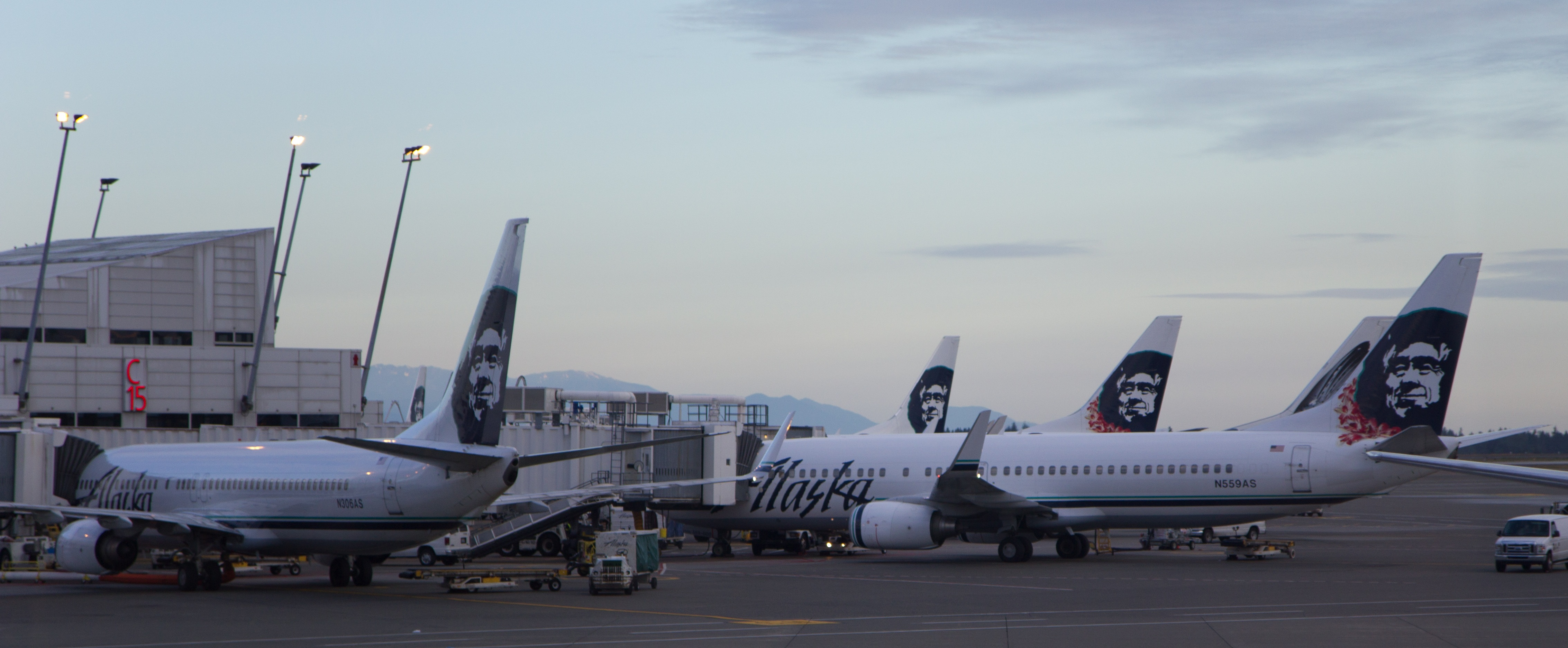
西雅圖機場的阿拉斯加航空机隊

### 代碼共享
阿拉斯加航空於2021年加入航空聯盟寰宇一家，而且，現時与多家航空公司亦有班號共用。阿拉斯加航空代码共享伙伴如下：
- 爱尔兰航空
- 大溪地航空
- 美國航空
- 巴哈馬航空
- 英國航空
- 海角航空
- 國泰航空
- 神鹰航空
- 以色列航空
- 斐濟航空
- 芬兰航空
- 海南航空
- 冰島航空
- 日本航空
- 肯莫爾航空
- 大韓航空
- 智利南美航空
- 水平航空
- 馬來西亞航空
- 莫哥里裏航空
- 阿曼航空
- 菲律賓航空
- 波特航空
- 澳洲航空
- 卡塔爾航空
- 摩洛哥皇家航空
- 皇家約旦航空
- 新加坡航空
- 斯里蘭卡航空
- 星宇航空

自2008年起，阿拉斯加航空（包括Horizon Air承运的）航班可作为寰宇一家环球机票的一部分。

## 機隊
截至2025年6月，機隊以波音的窄體飛機為主，平均機齡9.2年。

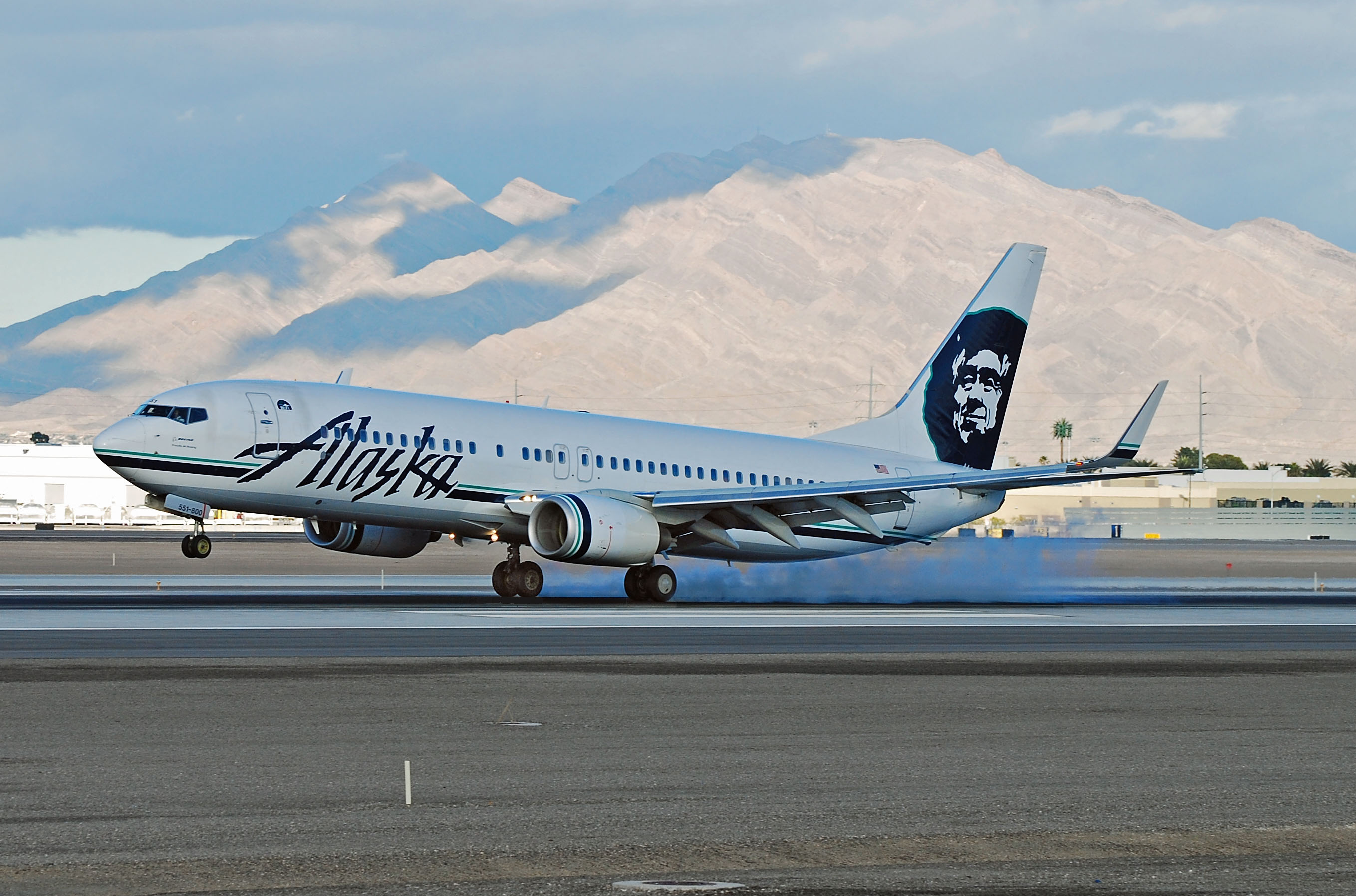
波音737-800
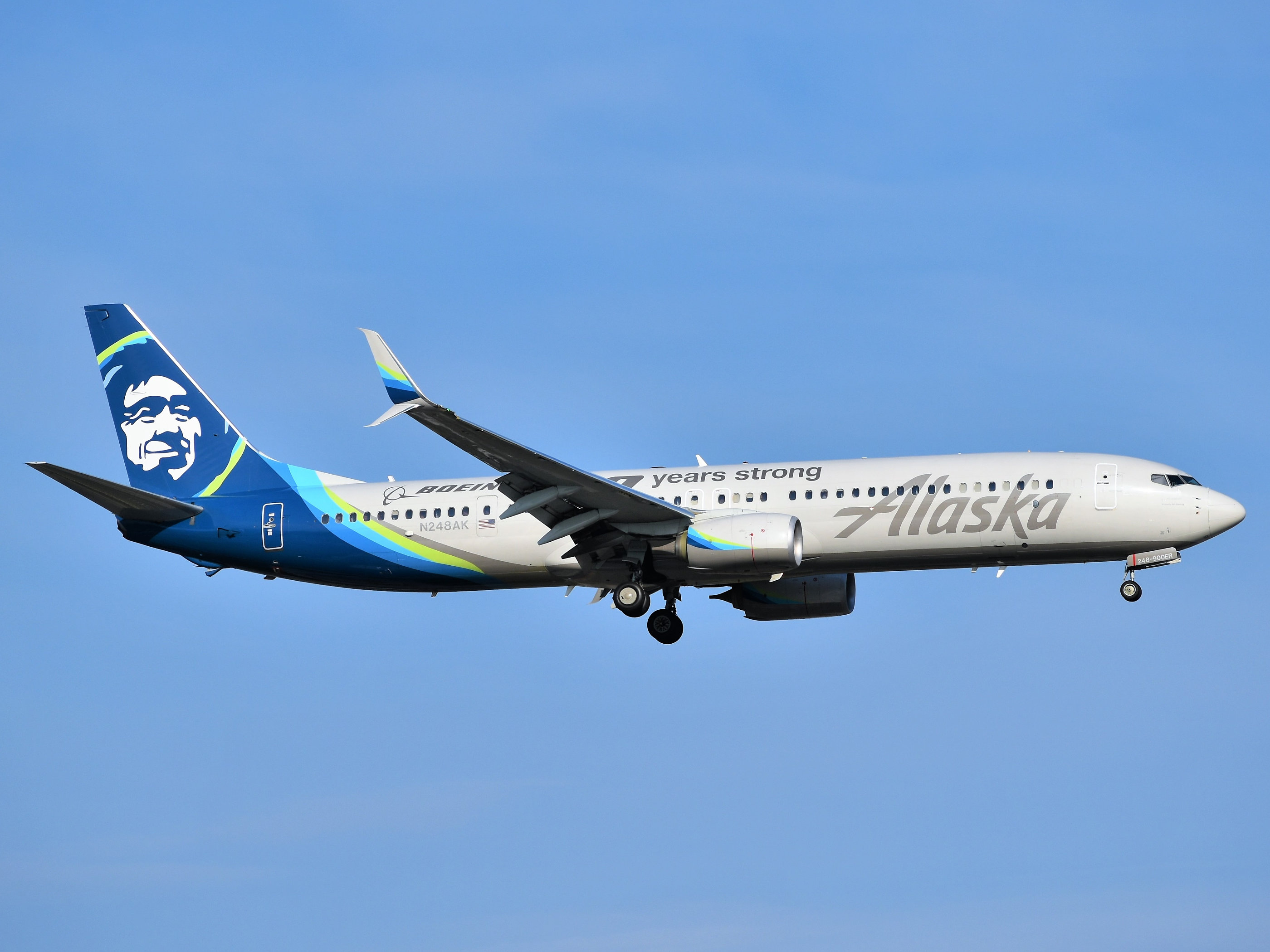
波音737-900ER在紐華克自由國際機場著陸
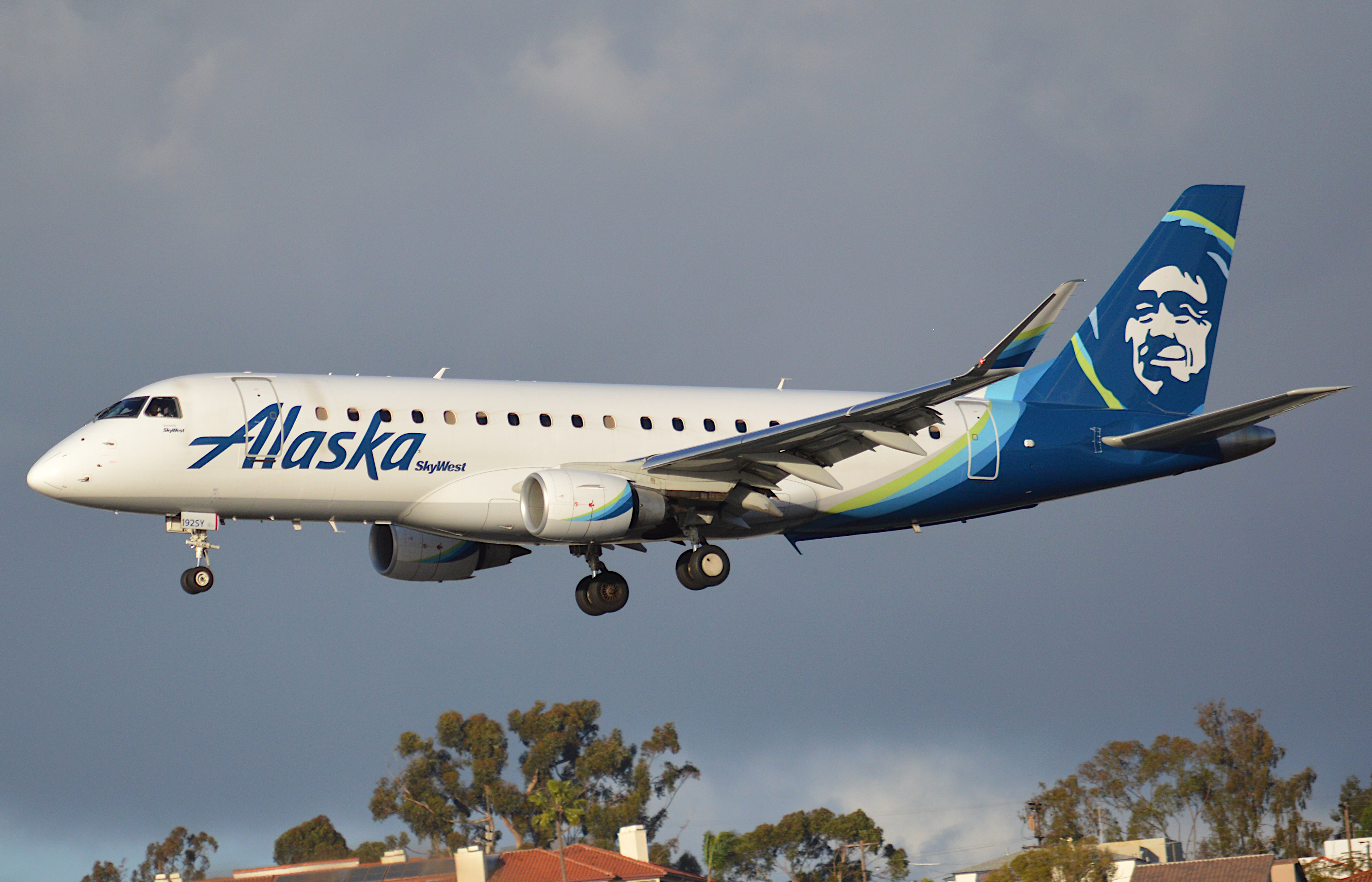
Embraer 175
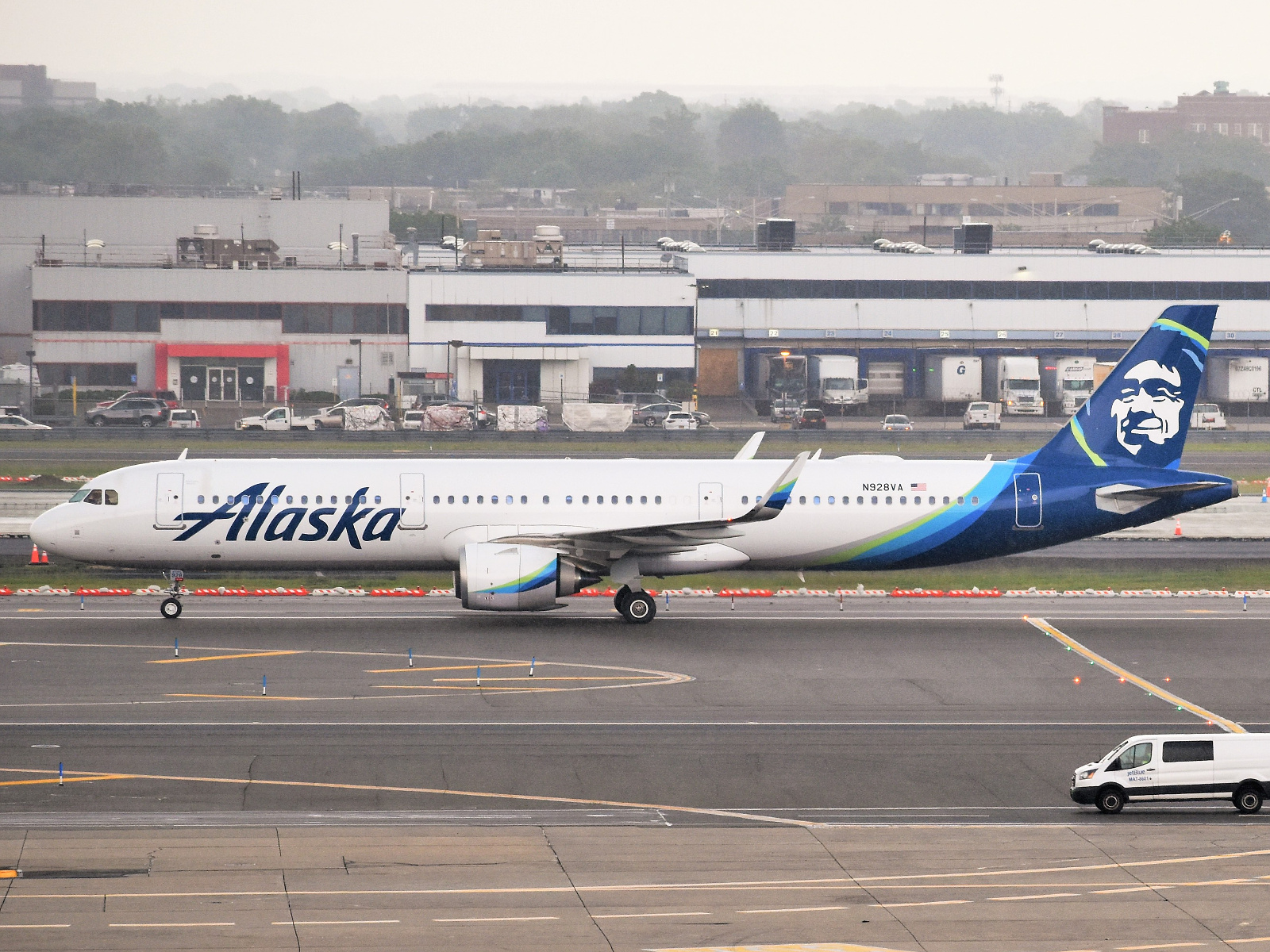
空中巴士A321neo在紐約甘迺迪國際機場
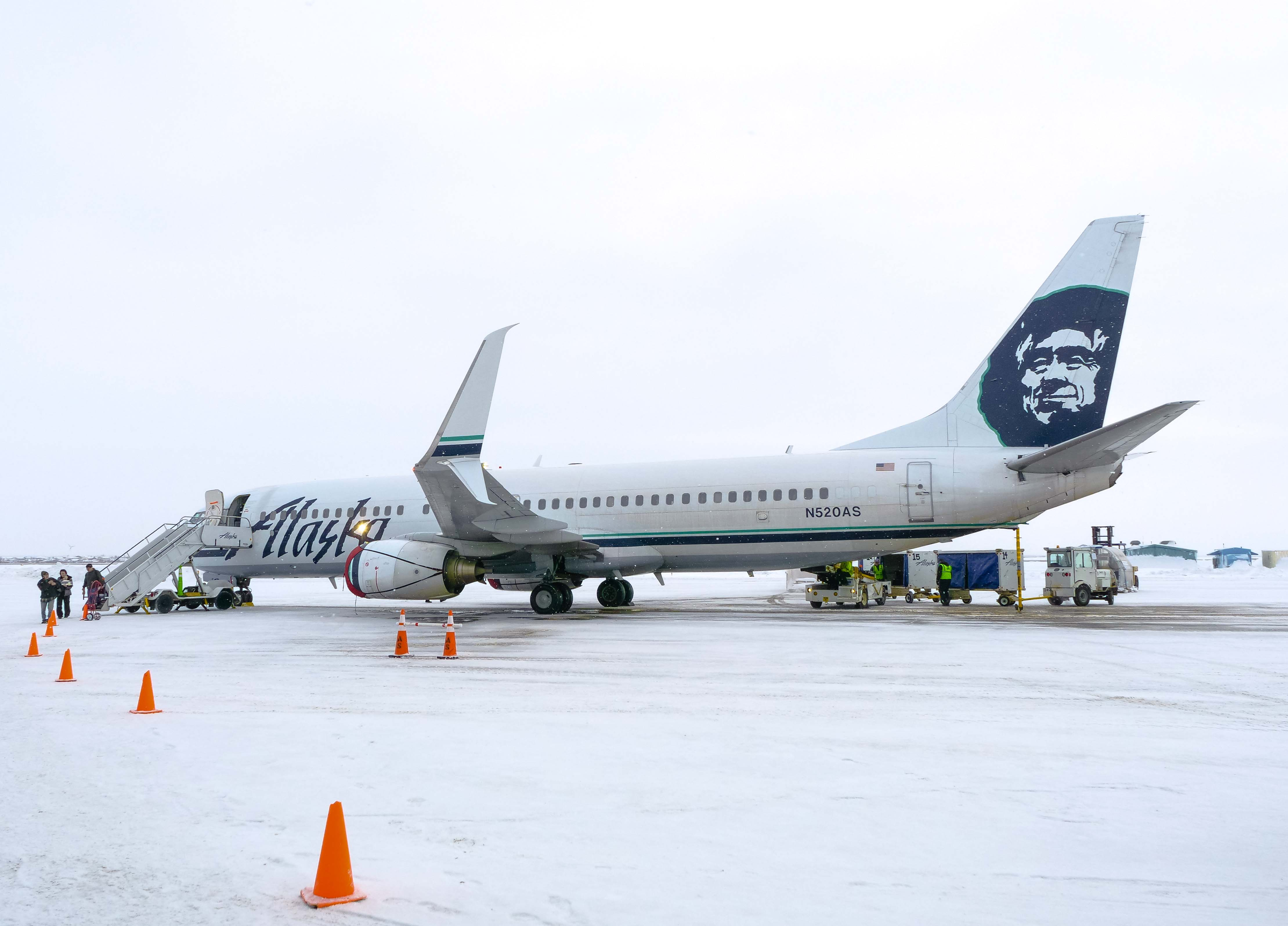
一架旧式涂装的波音737-800
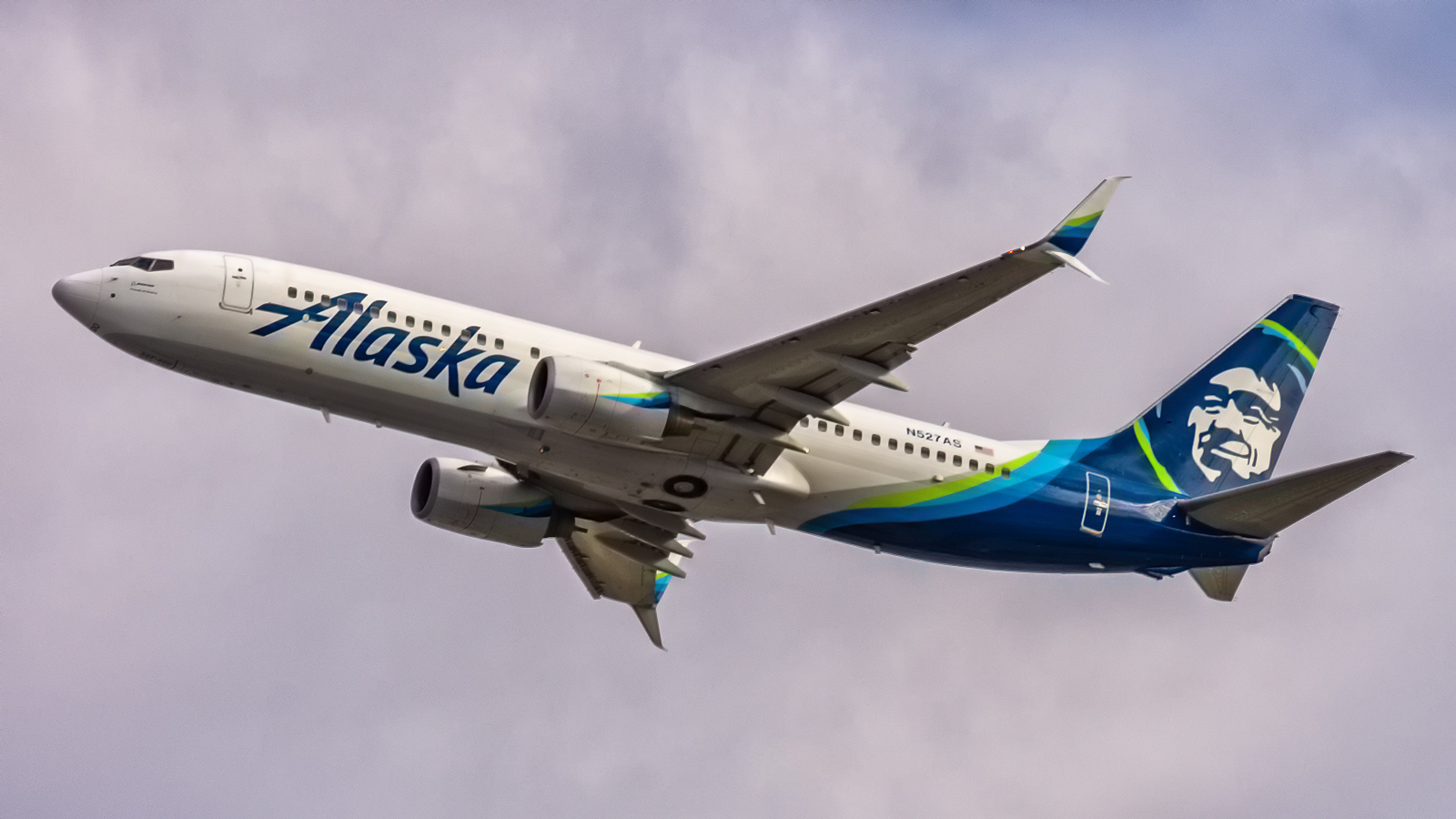
一架波音737-800，采用2016年启用的新式涂装
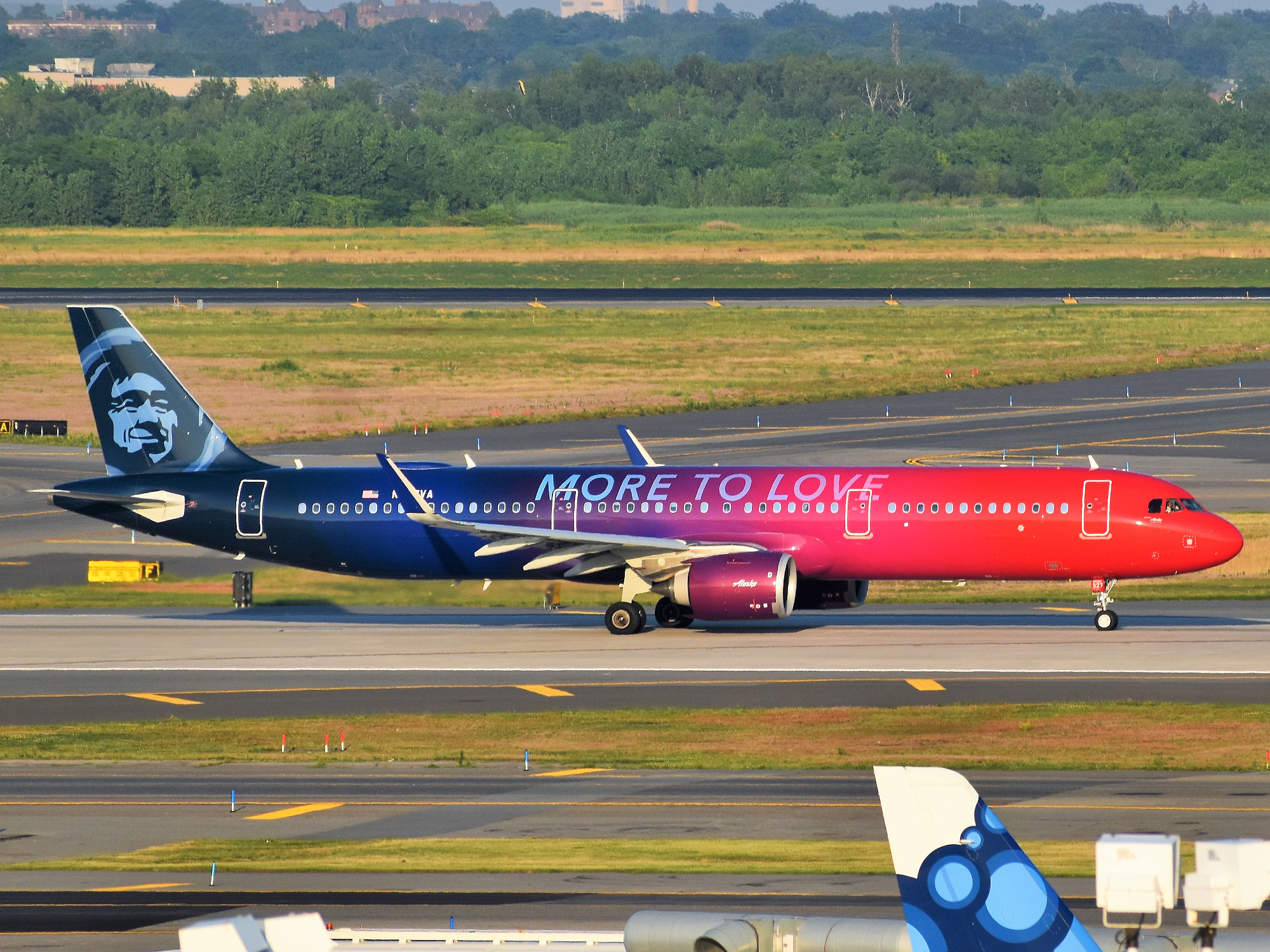
收购维珍美国航空后的一架"More to Love"彩绘空客A321客机
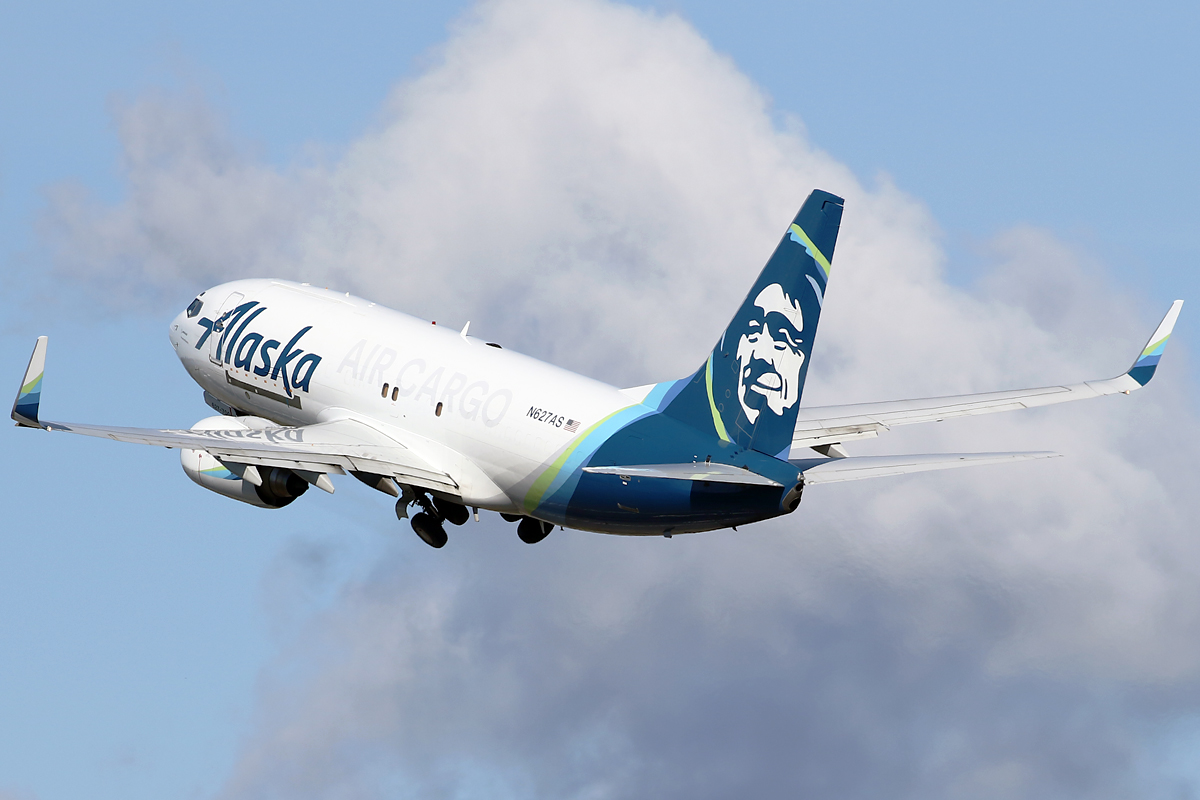
一架波音737-700F货机

## 服务

### 机上服务
阿拉斯加航空公司的所有飞机都配备了飞行中的无线网络和流媒体娱乐系统。

## 常旅客计划

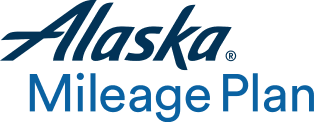
Mileage Plan标志

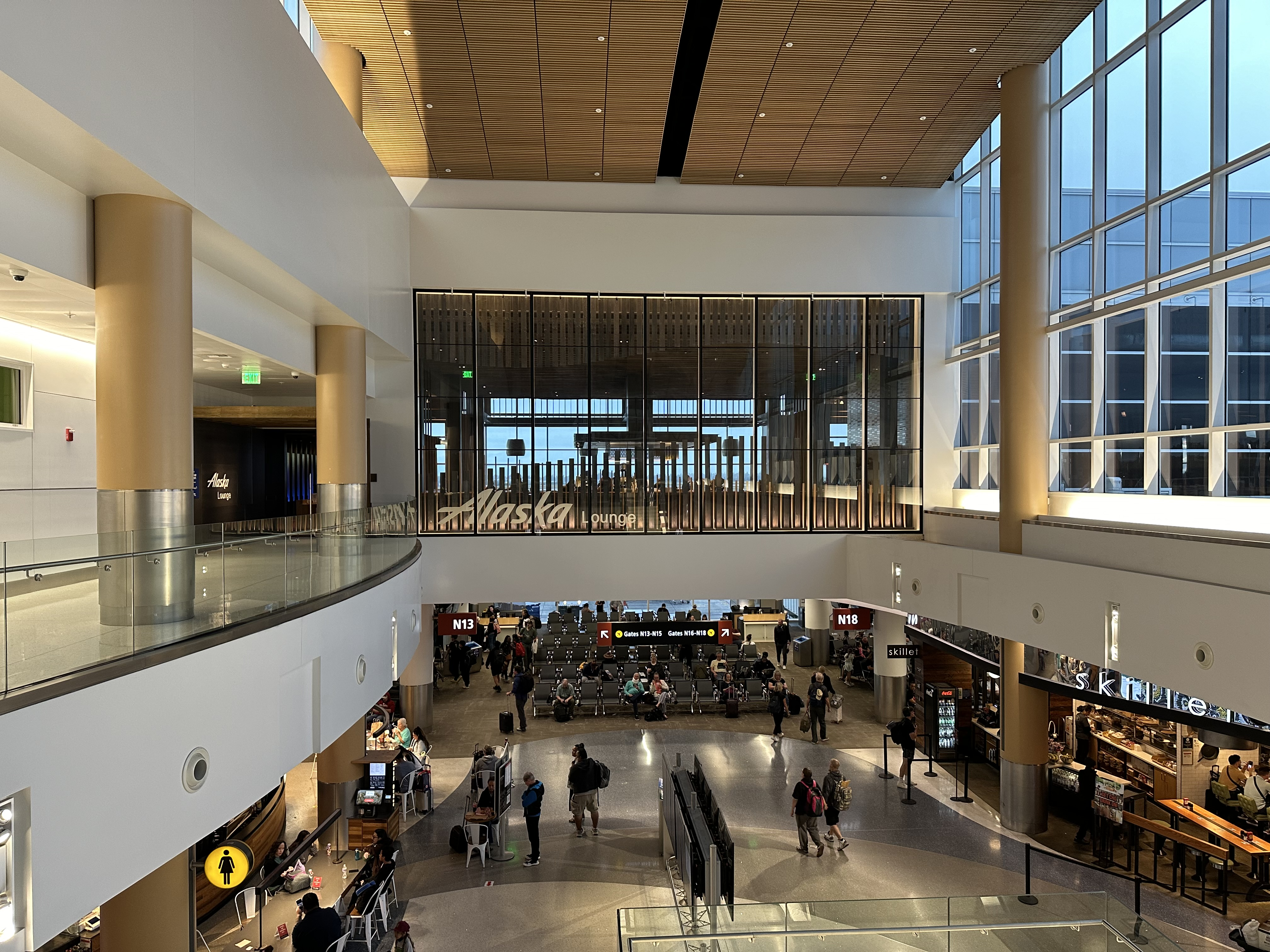
阿拉斯加航空位於西雅圖機場北衛星航站樓的休息室

阿拉斯加航空及其子公司地平线航空的飛行常客獎勵計劃称为Mileage Plan。该项目的合作伙伴包括各航空聯盟（星空联盟，天合联盟和寰宇一家）以及不隶属于任何联盟的航空公司。该飛行常客獎勵計劃不收取会员费，且里程不过期 。
阿拉斯加航空公司拥有8个休息室，在其最大的枢纽西雅圖-塔科馬國際機場拥有3个，在波特蘭國際機場有2个，在泰德·史蒂文斯安克拉治國際機場、旧金山国际机场、紐約甘迺迪國際機場和洛杉磯國際機場各有1个。

## 事故
阿拉斯加航空公司在其悠久的历史中发生了11次重大航空事故，其中9起导致死亡，另外2起导致飞机报废。共有226名乘客和机组人员以及两名地面人员遇难。
- 1990年3月13日，一架阿拉斯加航空公司的波音727在凤凰城天港国际机场起飞时，撞死了一名跑到跑道上的男子。机上没有人员受伤。机场当局确定该男子是附近一家精神病院的病人。[15]
- 2000年1月31日，阿拉斯加航空261号航班发生空难。涉事机型为一架麦道MD-80，自墨西哥巴亚尔塔港国际机场（英语：Licenciado Gustavo Díaz Ordaz International Airport）飞往旧金山国际机场，在准备迫降到洛杉矶国际机场途中，坠毁在了洛杉矶外海安那卡帕岛附近的太平洋里。机上88人全部遇难。在事故报告中，NTSB查明事故的原因是水平尾翼平衡调节系统起重螺杆顶部螺母的螺纹失效。失效的原因是阿拉斯加航空在美国联邦航空管理局的批准下数次延长了润滑和检查的检查周期，从而导致了螺母缺少足够的润滑。这次事故被制成空难纪录片《空中浩劫》第一季第五集和第二十二季第5集。[16]
- 2020年11月14日，阿拉斯加航空66号航班（波音737-700）在阿拉斯加雅库塔特机场（英语：Yakutat Airport）降落时撞死了一只棕熊。[17]
- 2023年10月22日，阿拉斯加航空2059號航班從華盛頓州埃弗里特佩恩机场起飛，原定飛往旧金山国际机场，但飞机因“可信安全威胁”改道前往波特兰国际机场。根据阿拉斯加航空公司的一份声明显示，当天该航班的一名机组成员约瑟夫·大卫·埃默森因在此次飞行中试图关闭客机发动机并撞毁客机，被控犯有83项谋杀未遂罪，此后在波特蘭被捕。埃默森当时处于休班中，并不负责当晚该次航班的执飞工作。[18][19]
- 2024年1月5日晚，阿拉斯加航空一架波音737 MAX 9 （註冊編號︰N704AL）執飛1282號航班從波特蘭國際機場起飛不久後因為一扇窗户和部分侧壁毀壞而緊急迫降[20]。1月6日，阿拉斯加航空决定暂时停飞65架波音737 MAX 9飞机，詳見阿拉斯加航空1282號班機事故。[21]

## 外部連結
- 阿拉斯加航空 （页面存档备份，存于）